# Azorella pulvinata
Azorella pulvinata là một loài thực vật có hoa trong họ Hoa tán. Loài này được Wedd. mô tả khoa học đầu tiên năm 1861.